# 東児町

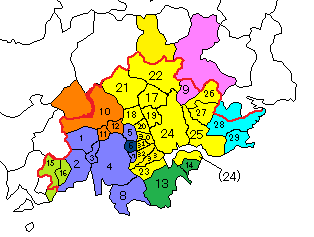
1967年時点の市町村地図。14.東児町

東児町（とうじちょう）は、かつて岡山県の児島半島東南部にあった町である。

## 沿革
- 1889年（明治22年）6月1日 番田村、北方村、上山坂村、下山坂村が合併して鉾立村発足。胸上村、梶岡村、東田井地村、西田井地村が合併して胸上村発足。
- 1954年（昭和29年）3月1日 鉾立村と胸上村が合併して東児町発足。
- 1974年（昭和49年）3月20日 東児町が玉野市に編入される。

## 行政
- 東児町役場（現・玉野市立東児市民センター）

## 交通
- 県道
  - 岡山県道74号倉敷飽浦線
  - 岡山県道217号飽浦東児線

## 学校
- 東児町立胸上小学校（現・玉野市立胸上小学校）
- 東児町立胸上小学校石島分校（現・玉野市立胸上小学校石島分校、2015年廃校）
- 東児町立鉾立小学校（現・玉野市立鉾立小学校）
- 東児町立東児中学校（現・玉野市立東児中学校）